# Gymnopleurus cyaneus
Gymnopleurus cyaneus é uma espécie de escaravelho do esterco encontrado na Índia, Sri Lanka, Nepal e Paquistão. 

## Descrição
Esta espécie oval, menos convexa, tem um comprimento médio de cerca de 8 a 12 mm. O corpo é verde metálico e brilhante. Há um brilho azul ou violeta no dorso. As setas estão ausentes no dorso e no ventre. A cabeça é ligeiramente rugosa e com punções ásperas na frente. Clípeo consiste em quatro dentes rombos. Pronoto é liso, muito curto e convexo, bem como esparsamente puncionado. No élitro, existem inícios de sulcos profundos na base. Os lados abdominais simplesmente carinam na base. Pigídio com carina longitudinal mediana. O macho possui a tíbia frontal plana, enquanto a fêmea possui a tíbia frontal aguda e delgada.